# Alambre de púas

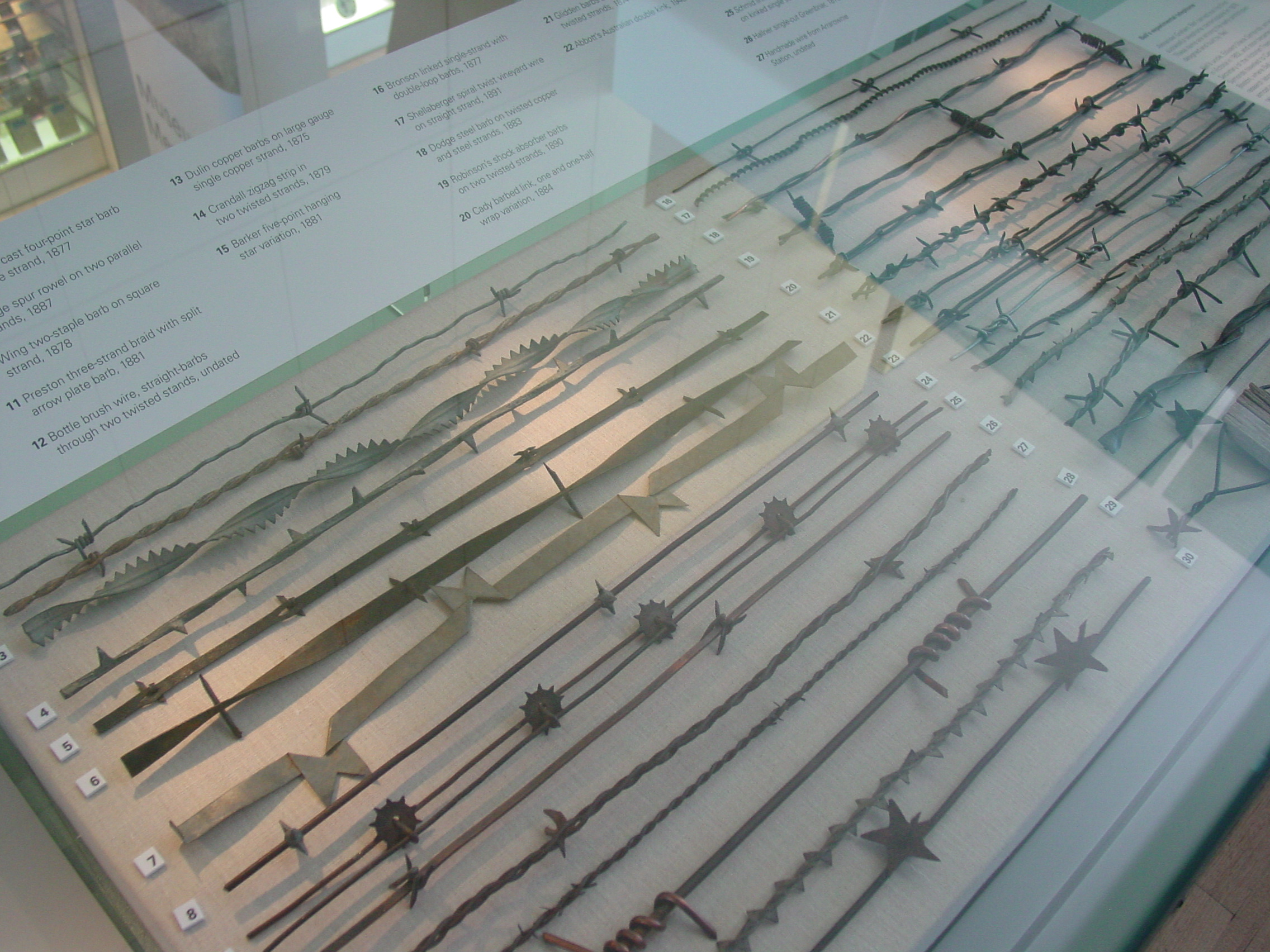
Diferentes tipos de alambre de espino

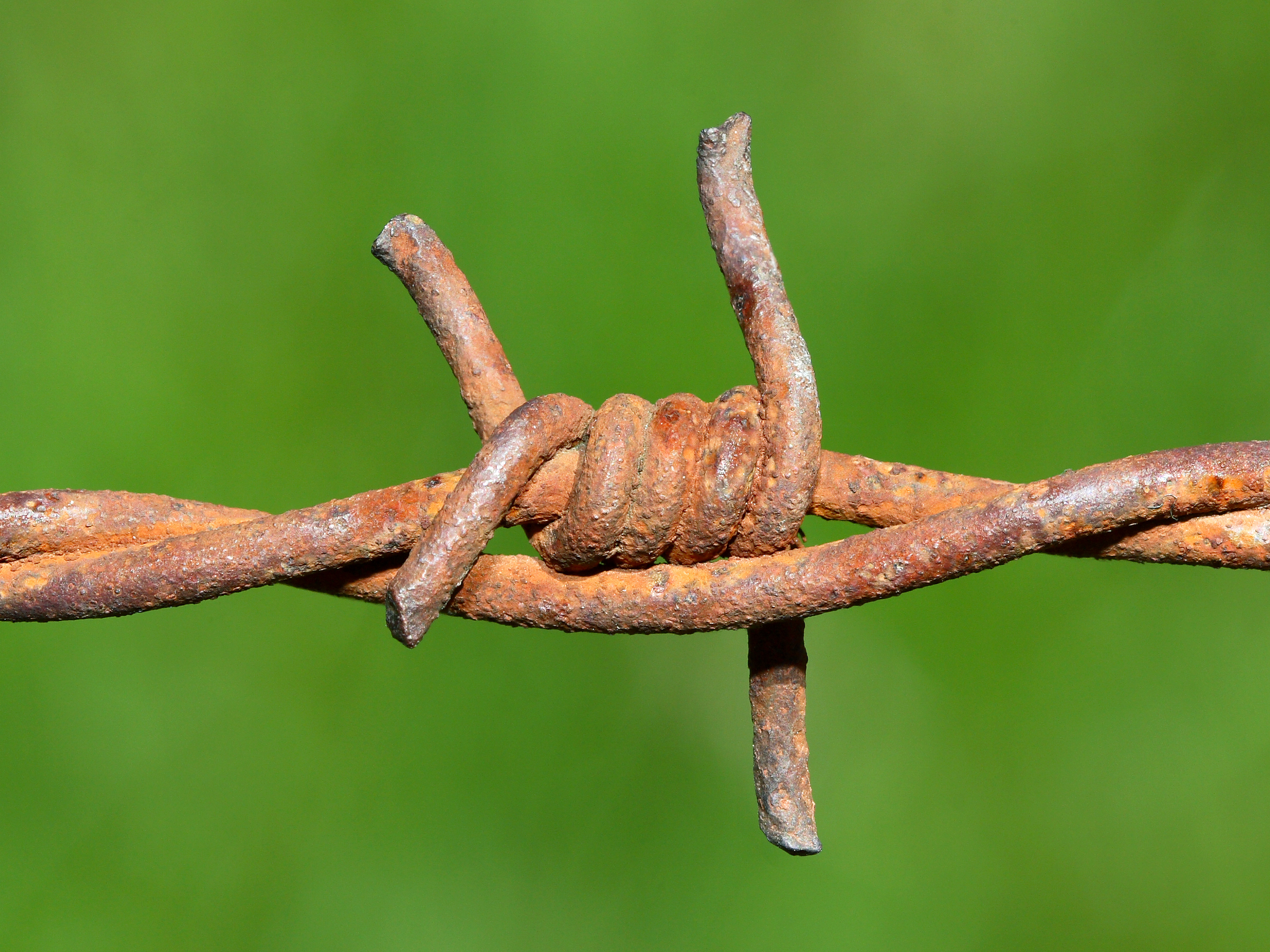
Alambre de púas oxidado

El alambre de púas, alambrada o alambre de bambua (también llamado erróneamente «alambre de espino») es uno de los tipos más elaborados de obstáculos militares de alambre. Las barreras de alambre de espino pueden llegar a tener varios metros de grosor y altura, formando una tupida malla de alambre con púas.
Este tipo de alambradas fueron descubiertas accidentalmente al juntar en poco espacio restos de alambradas tradicionales dañadas por ataques de infantería. Hoy en muchos lugares del mundo este alambre se utiliza para dividir fronteras o cercar lugares restringidos evitando así la entrada de intrusos.
El estilo más moderno de este tipo de alambres usa unas láminas afiladas de alambre, soldadas a un alambre.
Las alambradas de púas, junto con las ametralladoras, fueron las responsables del gran número de bajas en la guerra de trincheras de la Primera Guerra Mundial.

## Origen
Michael Kelly, de De Kalb, Illinois, patentó en 1868 el primer alambre de púas. Trenzó entre dos alambres una púa metálica, y creó lo que llamó una cerca espinosa. Con esto De Kalb se convirtió en el portal de entrada para el cultivo de las grandes planicies del oeste. 
Kelly no pudo lograr una producción intensiva de su invención hasta 1876. Para entonces, ya otros inventores de la misma ciudad de De Kalb habían creado sus propias imitaciones del arbusto espinoso. Y para 1880 ya De Kalb estaba produciendo 360 toneladas anuales de alambre de púas.